# Henry Vestine
Henry Charles Vestine, surnommé The Sunflower (« le tournesol »), né le 25 décembre 1944 à Takoma Park et mort le 20 octobre 1997 à Gonesse, est un guitariste américain. Il a fait partie des Mothers of Invention avec Frank Zappa à la fin octobre 1965 puis il a été membre du groupe Canned Heat de 1966 à 1969. Vestine n'a fait partie des Mothers que quelques mois et les a quittés avant d'enregistrer leur premier album. Des bandes démos des séances de répétition des Mothers of Invention mettant en vedette Vestine (enregistrées en novembre 1965) apparaissent sur l'album de Frank Zappa Joe's Corsage, sorti  à titre posthume en 2004.

## Biographie
Surnommé "Le tournesol" par les membres de Canned Heat, son père Harry était physicien (un cratère sur la Lune porte son nom) et sa mère Lois Vestine. Très jeune, Henry manifeste un goût pour la musique Hillbilly et cajun, mais se passionne pour le blues en écoutant Skip James. 
En 1965 son ami Alan Wilson le présente au groupe Canned Heat. Il participe au Monterey Pop Festival en 1967 .      
Il a donné son tout dernier concert dans le Jazz & blues club de la Ferme Madelonne à Gouvy en Belgique le 19 octobre 1997. Il meurt le lendemain d'une crise cardiaque.
Il est essentiellement connu comme l'un des membres du groupe Canned Heat entre 1966 et 1969. Il a aussi fait partie des Mothers of Invention avec Frank Zappa en 1965.
Le magazine Rolling Stone l'a classé 77e meilleur guitariste de tous les temps.

## Jeunesse
Au début des années 60, la famille Vestine déménage en Californie. Henry monte son premier groupe. 
À 17 ans, il commence à se produire dans les clubs locaux. Il se laisse guider par ses envies et ses excès part les premiers tatouages, les premières substances illicites, les premières dérives. Il préfère se consacrer à sa musique sans penser au lendemain. 
Il découvre alors Skip James pour lequel il va développer une réelle passion. Il est pour lui un pionnier incontournable qu'il veut à tout prix rencontrer. 
En 1964, il se rend à Tunica dans le Mississippi et parvient à rencontrer son modèle. Malgré son âge avancé et sa maladie, Skip James accueille avec bienveillance le jeune Henry Vestine alors âgé de 20 ans. 
Skip James décédera 5 ans plus tard, mais Henry Vestine gardera un souvenir poignant de cette rencontre inopinée.  

## Mort
Vestine venait de terminer une tournée européenne avec Canned Heat lorsqu'il est décédé d'une insuffisance cardiaque et respiratoire dans un hôtel parisien le matin du 20 octobre 1997, alors que le groupe attendait son retour aux États-Unis.
Les cendres d'Henry Vestine sont enterrées au cimetière d'Oak Hill à l'extérieur d'Eugene, Oregon. Un fonds commémoratif a été créé à son nom. Le fonds sera utilisé pour l'entretien de son lieu de repos au cimetière d'Oak Hill et, lorsque cela est possible, pour le transport d'une partie de ses cendres vers le cratère Vestine sur la Lune.